# Srbice (Domažlicei járás)
Srbice település Csehországban, a Domažlicei járásban. Srbice Buková, Křenice, Poděvousy, Hlohovčice, Močerady, Koloveč, Chudenice és Ptenín településekkel határos. Lakosainak száma 388 fő (2024. január 1.).

## Népesség
A település lakosságának változását az alábbi diagram mutatja:
| Lakosok száma | 858  | 978  | 980  | 710  | 500  | 398  | 391  | 388  | 391  | 388  |
|               | 1869 | 1890 | 1921 | 1950 | 1980 | 2001 | 2017 | 2019 | 2022 | 2024 |